# Mabton, Washington
Mabton là một thành phố nằm trong quận Yakima thuộc tiểu bang Washington, Hoa Kỳ. Thành phố này được đặt tên bởi Charlie Sandburg, một công nhân đường sắt người Thụy Điển, người đã đề xuất cái tên "Mabletown". Theo điều tra dân số của Cục điều tra dân số Hoa Kỳ năm 2000, thành phố có dân số người.

## Địa lý
Theo Cục điều tra dân số Hoa Kỳ, thành phố có diện tích km2, trong đó có km2 là diện tích mặt nước.